# Caronia
Caronia é uma comuna italiana da região da Sicília, província de Messina, com cerca de 3.555 habitantes. Estende-se por uma área de 226 km², tendo uma densidade populacional de 16 hab/km². Faz fronteira com Acquedolci, Capizzi, Cesarò, Mistretta, San Fratello, Santo Stefano di Camastra.

## Demografia
| Variação demográfica do município entre 1861 e 2011                               |
|                                                                                   |
| Fonte: Istituto Nazionale di Statistica (ISTAT) - Elaboração gráfica da Wikipedia |

## Incêndios de Canneto, Caronia
O fenômeno dos incêndios da aldeia de Canneto, na Caronia, começou em algum momento em janeiro de 2004. A data exata é provável que seja em 21 de janeiro, mas alguns artigos de jornal duvidam disso, alegando que o fornecimento elétrico do Caronia estava cortado desde 4 de janeiro. Foi relatado que eletrodomésticos, como televisões, fogões e aspiradores de pó, começavam a pegar fogo espontaneamente. Pelo menos uma pessoa um cientista chegou a observar um cabo elétrico desconectado se auto-inflamar enquanto estava observando-o diretamente. A ENEL, a empresa de energia italiana, cortou a distribuição na cidade, mas os surtos continuaram.
As autoridades descartaram incêndios criminosos logo no início, mas parecem concordar que algum tipo de anomalia elétrica ou campo eletromagnético de alta intensidade presente na região seja o responsável e muitos especialistas viajaram para Caronia para investigar. Algumas pessoas culpam anomalias vulcânicas, enquanto outros especulam que alguém intencionalmente está criando um fenômeno elétrico, com o auxílio de algum tipo de transformador ressonante, como uma Bobina de Tesla ou dispositivo similar.
Investigações subsequentes levaram o então chefe da Agência de Proteção Civil da Sicília, Tullio Martella, a dizer: "A causa dos incêndios parece ter sido cargas elétricas estáticas. O que não entendo é o porquê destas cargas elétricas estáticas." O relatório chegou a sugerir que o fogo pode ter sido causado por "emissões eletromagnéticas de alta potência que não foram feita pelo homem e alcançaram uma potência entre 12 e 15 gigawatts."
Os incêndios foram pesquisados por cientistas do Instituto Nacional de Pesquisa da Itália, com o apoio de físicos da NASA. Em 2007, foi proposto que os fenômenos eram causados por emissões eletromagnéticas intermitentes. Um estado de emergência foi imposto e parte da aldeia foi evacuada. Em 24 de junho de 2008, após uma investigação mais aprofundada por peritos nomeados, o caso foi arquivado pelo Ministério Público de Mistretta. A conclusão dos consultores foi que os incêndios eram casos de incêndio criminoso.
Em 2014, o fenômeno voltou a se intensificar. "O fenômeno está em plena expansão e estamos todos em alerta. Há pouco uma dispensa pegou fogo e graças à ação do Corpo de Bombeiros conseguimos apagar as chamas" [...] Algumas residências foram evacuadas em julho, mas é preciso monitorá-las constantemente para evitar que peguem fogo. O problema é descobrir as causas deste fenômeno", afirmou o prefeito Caronia, Calogero Beringheli, a jornais italianos.